# Мимино
„Мимино“ (на грузински: მიმინო; на руски: Мимино; на арменски: Միմինո) е съветски игрален филм, комедия от 1977 година, режисиран от Георгий Данелия. Той е съвместна продукция на Мосфилм и Грузия-филм по сценарий на Георгий Данелия, Реваз Габриадзе и Виктория Токарева. Главните роли се изпълняват от Вахтанг Кикабидзе и Фрунзик Мкъртчан.
Филмът получава наградата на Московския кинофестивал през 1977 година. На следващата година Данелия, Кикабидзе и Мкъртчан получават и Държавна награда на СССР.

## Сюжет
Сюжетът се основава на историята на грузинския пилот Валико Мизандари (Мимино), който след осем години работа на хеликоптера Ми-2, обслужващ нуждите на жителите на планинските села, решава да се премести в голямата авиация. Пристигайки в Москва, за да получи разрешение за преквалификация на пилоти, героят, заедно със своя съквартирант в хотела Рубик Хачикян, попадат в поредица от комични и драматични събития. В резултат на това мечтата на Мимино се сбъдва, той става пилот на международни авиокомпании, но героят постоянно се връща в родните си планини с мислите си.